# سيدي بولنوار
سيدي أبو الأنوار (تُقرأ محليا: سيدي أبو الانوار) هي جماعة قروية تابعة لعمالة وجدة أنكاد ضمن الجهة الشرقية بالمغرب.  بلغ مجموع عدد سكان الجماعة حسب إحصاءات 2004 حوالي 3526  نسمة  يعيشون في  516 أسرة.

## إحصاء عام
| السنة | عدد السكان | عدد الأسر | عدد الأجانب |
| ----- | ---------- | --------- | ----------- |
| 1994  | 3840       | 515       | °°°°        |
| 2004  | 3526       | 516       | 0           |